# Freeway (rapper)
Leslie Pridgen (nascido em 24 de março de 1977), mais conhecido por seu nome artístico Freeway, é um rapper estadunidense. Melhor conhecido por sua posse sobre a Roc-A-Fella Records e parceria com Jay-Z e Beanie Sigel, Freeway é reconhecido por sua alta dedicação ao rap e uma barba longa de origem muçulmana.
Seu nome artístico é derivado do traficante de drogas famoso nos EUA, "Freeway" Rick Ross. Também foi membro do grupo de rap Ice City, e atualmente é membro do State Property e recentemente assinou com a Cash Money Records.

## Discografia

### Álbuns
- 2003: Philadelphia Freeway
- 2007: Free at Last
- 2009: Philadelphia Freeway 2
- 2009: The Stimulus Package c/ Jake One

### Singles
- 2002: "Line 'Em Up" (feat. Young Chris)
- 2002: "What We Do" (feat. Jay-Z & Beanie Sigel)
- 2003: "Flipside" (feat. Peedi Crakk)
- 2003: "Alright" (feat. Allen Anthony)
- 2005: "Where U Been"
- 2007: "Roc-A-Fella Billionaires" (feat. Jay-Z)
- 2007: "Take It To The Top" (Feat. 50 Cent)
- 2007: "Still Got Love"
- 2007: "It's Over"
- 2007: "Step Back" (feat. Lil Wayne)
- 2007: "Lights Get Low" (feat. Rick Ross & Dre)
- 2008: "How We Ride" (guest no White Van Music de Jake One)
- 2008: "The Truth" (feat. Brother Ali; parceria de White Van Music por Jake One)
- 2008: "Reparations" (feat. Lloyd Banks)
- 2009: "When I Die" (feat. James Blunt)
- 2009: "Finally Free"